# آگوستینو سالویه‌تی
آگوستینو سالویه‌تی (ایتالیایی: Agostino Salvietti؛ ‏ ۲۸ اوت ۱۸۸۲ – ۲ دسامبر ۱۹۶۷) هنرپیشه اهل ایتالیا بود.
از فیلم‌هایی که وی در آن نقش داشته‌است، می‌توان به دیروز، امروز، فردا، چرخ‌وفلک ناپل، سرنوشت، یک توپ و یازده مرد، آخرین داوری و ناپل سبز و آبی اشاره کرد.